# بخش باگالپور (هند)
بخش باگالپور (به انگلیسی: Bhagalpur district) یک منطقهٔ مسکونی در هند است که در بخش باگالپور واقع شده‌است. بخش باگالپور ۲٬۵۶۹ کیلومتر مربع مساحت و ۳٬۰۳۷٬۷۶۶ نفر جمعیت دارد.